# Plínio Salgado
Plínio Salgado  (São Bento do Sapucaí, 22. siječnja 1895. – São Paulo, 7. prosinca 1975.), brazilski pisac i političar, vođa integralista.

## Mladost
Rođen je u malom gradu São Bento do Sapucaí u saveznoj državi São Paulo. Otac mu je bio pukovnik i lokalni politički vođa, a majka učiteljica. U školi je bio vrlo aktivan s posebnim interesom za matematiku i geometriju.  Nakon gubitka oca u dobi od 16 godina počeo se interesirati za psihologiju i filozofiju. Mnogi smatraju da ga je gubitak oca promijenio i pretvorio u ogorčenog mladića. 
U dobi od 20. godina osnovao je i uređivao novine Correio de São Bento. Kroz svoje članke je postao poznat kolegama novinarima u São Paulu te je kasnije pozvan raditi za političke novine Correio Paulistano. Godine 1918. započeo je političku karijeru sudjelujući u osnivanju stranke Partido Municipalista koja je okupljala lokalne vođe i zahtijevala općinsku autonomiju.  
Iste godine se oženio. Supruga, Maria Amélia Pereira, mu je u srpnju 1919. godine rodila kći i umrla petnaest dana nakon poroda; kći je nazvana po majci. Ojađen ženinom smrću, Plínio se okrenuo katolicizmu, posebno se interesirajući za djela brazilskih mislilaca. Ponovno se oženio tek 17 godina kasnije, Carmelom Patti. Tijekom dvadesetih je pisao zagovarajući u svojim djelima ideje brazilskog nacionalizma i tradicionalizma.

## Integralizam
U travnju 1933. godine osnovao je stranku Ação Integralista Brasileira. Uvelike je oponašao slične fašističke i nacističke pokrete u Europi, a od Italije je dobivao i financijsku pomoć. Stranka je imala paravojnu organizaciju i nastupala je s vrlo agresivnom propagandom usmjerenom protiv marksizma i liberalizma. Iako je bila nacionalistička, pozivala je na jedinstvo brazilskih rasa i naroda. Potporu su joj pružali talijanski i njemački imigranti i vojni časnici.    
Salgadovi sljedbenici su se često upuštali u ulične sukobe s komunistima i dodatno pojačali političku nestabilnost u zemlji. Jedno vrijeme su surađivali s državnim predsjednikom Getuliom Vargasom, no kada je on 1937. godine dobio diktatorske ovlasti okrenuo se protiv Salgada koji je također imao ambicije za predsjedničkim položajem. Nakon pokušaja zbacivanja Vargasovog režima Salgadova stranka je raspuštena, a on je zatvoren i zatim protjeran u Portugal.

## Kasnija karijera
Krajem Vargasove vladavine, 1945. godine, Salgadu je dopušten povratak u Brazil. Sljedeće godine je doselio u Rio de Janeiro i osnovao novu stranku Partido de Representação Popular. Godine 1955. je sudjelovao na predsjedničkim izborima i s 8% glasova bio zadnji.
Godine 1958. i 1962. je kao kandidat PRP-a bio izabran u Kongres. Godine 1964. nakon vojnog puča i uvođenja dvostranačkog sustava, pridružio se stranci Aliança Renovadora Nacional. S njom je dobio još dva mandata u predstavničkom domu, 1966. i 1970. godine. Iz političkog života se povukao 1974. godine. Sljedeće godine umro je u Sao Paulu. 